# Vesthaugen
Der Vesthaugen (norwegisch für Westhügel) ist ein 1305 m hoher Nunatak im ostantarktischen Königin-Maud-Land. Im Gebirge Sør Rondane ragt er 24 km nordwestlich der Brattnipane auf.
Norwegische Kartografen, die den Nunatak auch deskriptiv nach seiner geographischen Position benannten, kartierten ihn 1946 anhand von Luftaufnahmen der Lars-Christensen-Expedition 1936/37 sowie 1957 mittels ebensolcher der US-amerikanischen Operation Highjump (1946–1947).